# Ratpenat cuallarg pigmeu
El ratpenat cuallarg pigmeu (Mops nanulus) és una espècie de ratpenat de la família dels molòssids que es troba al Camerun, República Democràtica del Congo, Costa d'Ivori, Etiòpia, Ghana, Guinea, Kenya, Nigèria, Sierra Leone, el Sudan i Uganda.